# ルイジ・ムッソ
ルイジ・ムッソ（Luigi Musso、1924年11月28日 - 1958年7月6日）は、イタリア出身のレーシングドライバー。ルイージ・ムッソと表記されることもある。

## 人物紹介
ローマで外交官の息子として生まれ、1950年よりレース活動を開始。当初はスポーツカーレースのみに参戦していたが、1953年に最終戦イタリアGPにて、マセラティからF1にデビューした。
1954年は3戦のみのエントリーだったが、最終戦スペインGPでは2位に入賞し、ノンタイトル戦として行われたコッパ・アチェルボで優勝。1955年も3位表彰台を含め2度の入賞を記録した。
1956年よりフェラーリに移籍し、開幕戦アルゼンチンGPで初優勝を達成。しかし、ニュルブルクリンクで行われたスポーツカーレースでの事故により、シーズンの約半数を欠場する羽目になった。
1957年はフェラーリ全体で見れば、選手権創設初年度の1950年以来の未勝利という苦しいシーズンだった。しかし、ムッソは2位2回・4位1回、第4戦フランスGPでの初ファステストラップ獲得などで、ランキング3位を獲得。マイク・ホーソーンやピーター・コリンズを抑え、チームトップの成績を収めた。

### 1958年
1958年は開幕戦アルゼンチンGP・第2戦モナコGPと連続で2位に入り、モナコGP終了時にはランキングトップに位置していた。その後の2戦でポイントを獲得出来ず首位の座は失ったものの、スターリング・モス、ホーソンに続くランキング3位の状態で、第6戦フランスGPを迎えた。
予選はホーソンがポールポジション（PP）、ムッソが2番手グリッドとなり、決勝でも肉薄しつつそのままの順位でレースが進んだ。ホーソンの前に出るべくスピードを上げていたムッソだが、10周目にカーブで曲がりきれずクラッシュ。マシンは何度も横転しながら大破し、自身は即死。1954年第6戦ドイツGP予選時のオノフレ・マリモンに続き、F1では2例目の事故死者だった。

## エピソード
- 初の女性F1ドライバー・マリア・テレーザ・デ・フィリッピスとは恋人関係にあった。1958年第5戦ベルギーGPでは、2人揃って決勝を走行している。

## レース戦績

### F1
| 年     | 所属チーム | シャシー   | 1       | 2       | 3     | 4     | 5       | 6       | 7       | 8       | 9      | 10  | 11  | WDC  | ポイント |
| ------ | ---------- | ---------- | ------- | ------- | ----- | ----- | ------- | ------- | ------- | ------- | ------ | --- | --- | ---- | -------- |
| 1953年 | マセラティ | A6GCM      | ARG     | 500     | NED   | BEL   | FRA     | GBR     | GER     | SUI     | ITA 7* |     |     | NC   | 0        |
| 1954年 | マセラティ | A6GCM/250F | ARG DNS | 500     | BEL   | FRA   | GBR     | GER     | SUI     |         |        |     |     | 8位  | 6        |
| 1954年 | マセラティ | 250F       |         |         |       |       |         |         |         | ITA Ret | ESP 2  |     |     | 8位  | 6        |
| 1955年 | マセラティ | 250F       | ARG 7*  | MON Ret | 500   | BEL 7 | NED 3   | GBR 5   | ITA Ret |         |        |     |     | 10位 | 6        |
| 1956年 | フェラーリ | D50        | ARG 1*  | MON Ret | 500   | BEL   | FRA     | GBR     | GER Ret | ITA Ret |        |     |     | 11位 | 4        |
| 1957年 | フェラーリ | D50A       | ARG Ret | MON     | 500   |       |         |         |         |         |        |     |     | 3位  | 16       |
| 1957年 | フェラーリ | 801        |         |         |       | FRA 2 | GBR 2   | GER 4   | PES Ret | ITA 8   |        |     |     | 3位  | 16       |
| 1958年 | フェラーリ | Dino 246   | ARG 2   | MON 2   | NED 7 | 500   | BEL Ret | FRA Ret | GBR     | GER     | POR    | ITA | MOR | 8位  | 12       |

- 太字はポールポジション、斜字はファステストラップ。(key)
- * 印は同じ車両を使用したドライバーに順位とポイントが配分された。

### ル・マン24時間レース
| 年     | チーム                               | コ・ドライバー         | 使用車両         | クラス | 周回 | 総合順位 | クラス順位 |
| ------ | ------------------------------------ | ---------------------- | ---------------- | ------ | ---- | -------- | ---------- |
| 1955年 | オフィチーネ アルフィエリ マセラティ | ルイジ・バレンツァーノ | マセラティ・300S | S 3.0  | 239  | DNF      | DNF        |
| 1957年 | スクーデリア・フェラーリ             | マイク・ホーソーン     | フェラーリ・335S | S 5.0  | 56   | DNF      | DNF        |